# باول جوردن
باول جوردن (بالإنجليزية: Paul Jordan)‏ هو فنان وصحفي أمريكي، ولد في 24 نوفمبر 1916 في نيويورك في الولايات المتحدة، وتوفي في 7 نوفمبر 2006.